# Bisbat de Saint-Paul-Trois-Châteaux

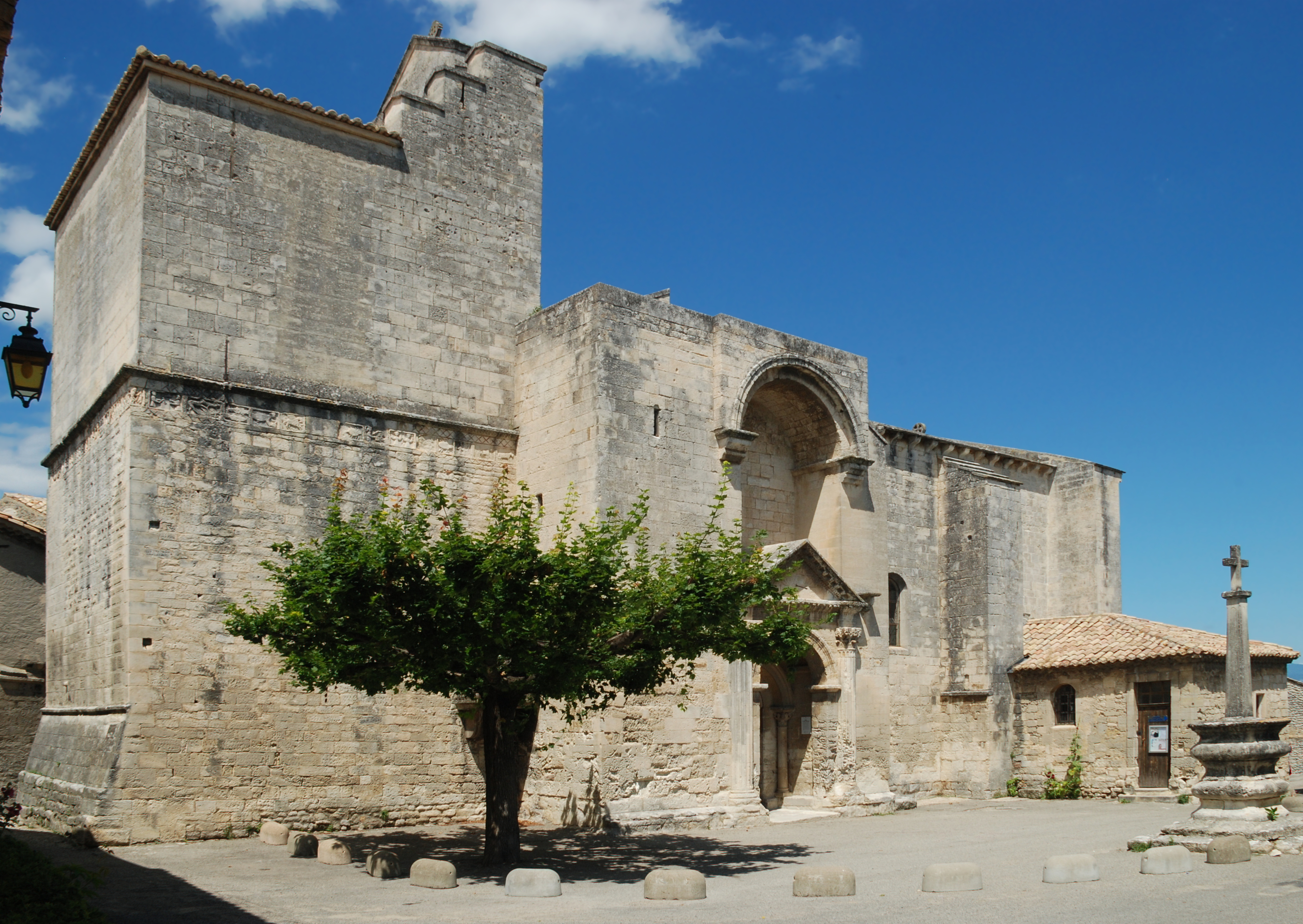
L'església de Sant Restitut (segles -).

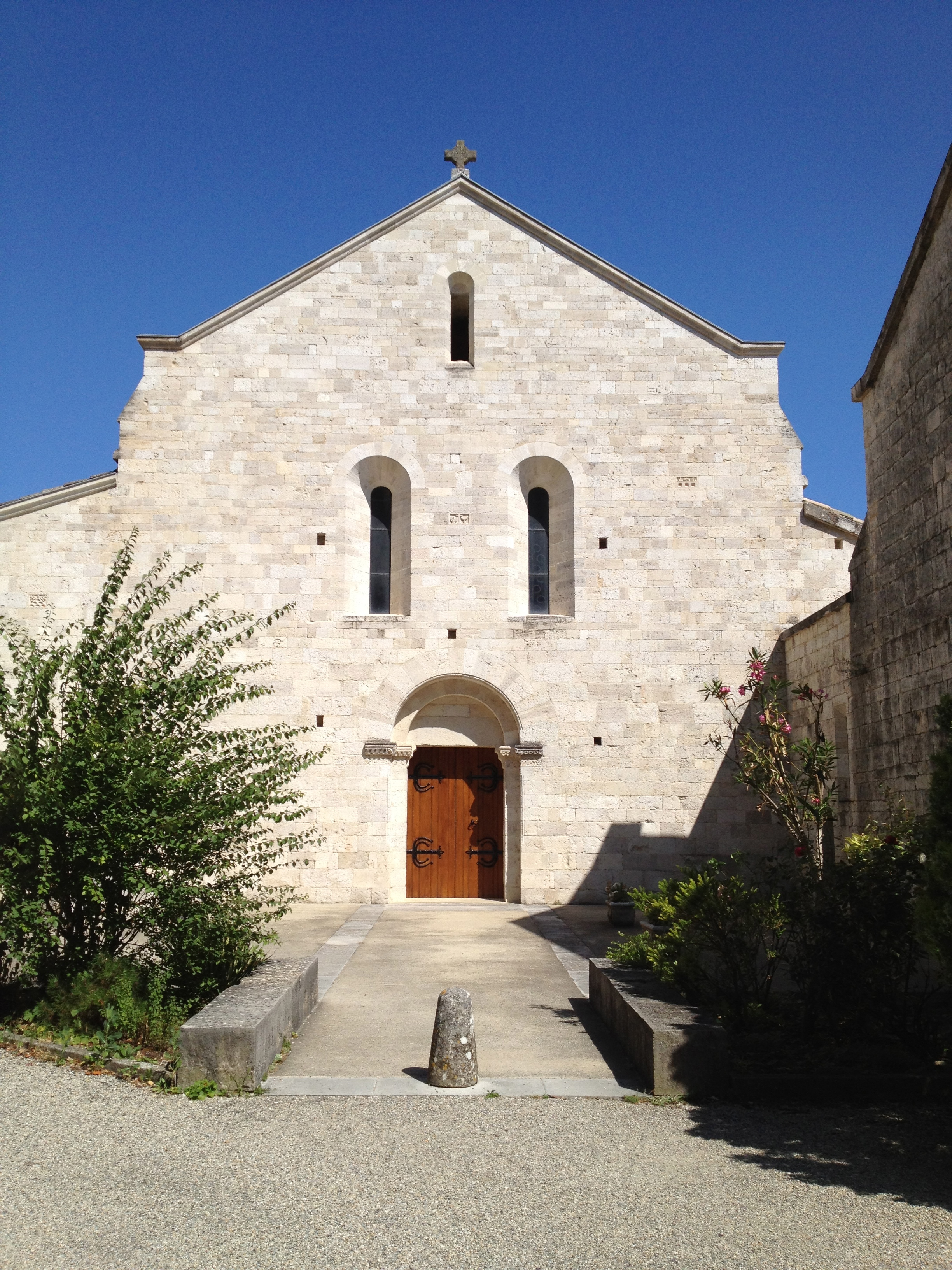
L'església de l'abadia cistercenca d' Aqua bella, avui Aiguebelle al municipi de Montjoyer, de la que hi ha documentació del.

El bisbat de Saint-Paul-Trois-Châteaux (francès:  Diocèse de Saint-Paul-Trois-Châteaux, llatí: Dioecesis Tricastrinensis) és una seu suprimida de l'Església Catòlica.

## Territori
La diòcesi limitava al nord amb la de Valença, al nord-est amb la de Die, al sud-est amb la de Vaison, al sud amb la d'Orange, al sud-oest amb la d'Usès, i al nord-est amb la de Viviers.
La seu episcopal és la ciutat de Saint-Paul-Trois-Châteaux, a l'actual departament del Droma, on es trobava la catedral de Nostra Senyora Assumpta i Sant Pau.
EL 1743 la diòcesi comprenia 33 parròquies, la major part situades al Delfinat, mentre que altres es trobaven al Comtat Venaissí i d'altres a la Provença.

## Història
L'antiga ciutat romana d'Augusta Tricastinorum es va convertir en la seu d'una diòcesi de la província romana de la Gàl·lia Viennensa al voltant del segle iv. El primer bisbe històricament documentat és Fiorenzo, que va participar en el concili d'Epaon el 517. Gallia christiana afegeix davant Fiorenzo una sèrie de 10 sants, venerats al país però no necessàriament bisbes. Entre aquests sants, es troba la figura de St Pau, l'origen del nom de Sant-Paul-Trois-Châteaux, que podria identificar-se amb el Bisbe Paul, que va participar en el concili de Valence del 374.
A partir del segle v, està documentat que la diòcesi era sufragània de l'arxidiòcesi d'Arle, romanen a aquella província eclesiàstica fins a la Revolució Francesa.
A causa dels estralls fets pel sarraïns en temps del Papa Gregori IV i el bisbe Bonifaci (primera meitat del segle ix), la diòcesi d'Orange va ser unida a la de Sant-Paul-Trois-Châteaux. La seu resultant va ser separada en la segona meitat del segle x (durant els episcopats de Ponç III i d'Aldrico di Orange), per després ser unit de nou fins al temps del bisbe Pons III, quan Pasqual II, en 1107, va establir la separació final de les dues seus.
Cap a la meitat del segle xii es va iniciar la construcció de la catedral, acabada al voltant de 1220.
La diòcesi va ser suprimida seguint el concordat amb la butlla Qui Christi Domini del Papa Pius VII del 29 de novembre de 1801 i el seu territori incorporat al de les diòcesis d'Avinyó i Valença.
Un decret de la Sagrada Congregació Consistorial de 12 de juny de 1911 va autoritzar al bisbe de Valença i els seus successors a afegir al seu títol el de la seu suprimida de Sant-Paul-Trois-Châteaux.

## Cronologia episcopal
- San Restitut ? †
- San Just ? †
- San Sulpici ? †
- Sant' Eusebi ? †
- San Torquat ? †
- San Pau ? † (citat el 374)
- San Bonifaci ? †
- Sant' Amat ? †
- San Castorí ? †
- San Michele ? †
- San Florenci † (abans de 517 - després de 518/523[2])
- Eraclio † (abans de 527 - després de 541)
- Vittore † (abans de 570 - després de 581)
- Eusebio † (abans de 584 - després de 585)
- Agricola † (citat el 614)[3]
- Betto † (citat el 650)[4]
- Bonifacio † (vers 820 - vers 839 mort)[5]
- Laudone † (de febrer de o de març de 839 - ?)
- Ponzio I † (852 - ?)[6]
- Gemardo † (citat el 879)
- Ebroino † (citat el 910)
- Ponzio II † (914 - ?)
- Udalric † (abans de 1020 - 1056)
- Martin † (citat el 1056)
- Géraud d'Asteri † (a l'època del papa Alexandre II)
- Pons III † (1098 - després de 1134)[7]
- Guillaume (Hugues ?) † (vers 1142 - després de 1179)
- Bertrand de Pierrelatte † (abans de 1189 - 1206 renuncià)
- Gaucerand † (1206 - 10 de maig de 1210 o 1211 mort)
- Geoffroy de Vogüé † (1211 - gener de 1233 renuncià)
- Laurent † (abans de 1240 - 1251 mort)
- Bertrand de Clansayes † (1251 - vers 1288 mort)
- Benoit † (1288 - després de 1289)
- Guillaume d'Aubenas † (vers 1293 - 1309)
- Dragonet d'Artaud de Montauban † (vers 1310 - 31 d'agost de 1328 nomenat bisbe de Gap)
- Hugues Aimery † (6 de setembre de 1328 - 5 d'agost de 1348 mort)
- Guillaume Guitard † (14 d'agost de 1348 - 4 de novembre de 1349 nomenat bisbe de Lisieux)
- Jean Coci, O.E.S.A. † (4 de novembre de 1349 - 1361 mort)
- Jacques Artaud † (10 de juliol de 1364 - 10 d'abril de 1366 nomenat bisbe de Gap)
- Raimond Geoffroy de Castellane † (15 de setembre de 1367 - vers 1378 mort)
- Aimar Fabri de La Roche, O.P. † (10 de novembre de 1378 - 12 de juliol de 1385 nomenat bisbe de Ginebra)
- Jean de Murol † (12 de juliol de 1385 - 1388 renuncià)
- Dieudonné d'Estaing † (23 de desembre de 1388 - 1411 ? mort)
  - Hugues de Theissiac † (18 de febrer de 1411 - 1445 mort) (administrador apostòlic)
  - Romanet Velheu † (3 de febrer de 1445 - 1450 mort) (administrador apostòlic)
  - Jean de Segóvie † (21 de juliol de 1449 - ?) (bisbe electe)[8]
- Étienne Genevès † (11 de maig de 1450 - 1470 mort)
  - Imbert de Laye † (27 de setembre de 1473 - ? mort) (administrador apostòlic)
- Astorg Aimery † (14 d'agost de 1478 - 11 de desembre de 1480 nomenat arquebisbe de Vienne)
- Jean de Sirac (o Siret), O.Cart. † (11 de desembre de 1480 - 1482 mort)
- Guillaume Adhémar de Monteil † (18 d'agost de 1482 - de juny de 1516 mort)
- Antoine de Lévis de Château-Morand † (10 de setembre de 1516 - 8 de gener de 1526 nomenat bisbe d'Embrun)
- Michel d'Arandia † (8 de gener de 1526 - 1539 mort)
- Jean de Joly † (21 d'abril de 1539 - de novembre de 1578 mort)
- Thomas Pobel † (7 de setembre de 1579 - ? renuncià)
- Antoine Gaume † (14 de gener de 1585 - 1598 mort)
- Antoine de Cros † (19 de juliol de 1599 - 24 de febrer de 1630 mort)
- François Adhémar de Monteil de Grignan † (16 de desembre de 1630 - 16 de gener de 1645 nomenat arquebisbe d'Arle)
- Jacques Adhémar de Monteil de Grignan † (20 de març de 1645 - 1658 renuncià)
- Claude Ruffier, O.Cist. † (8 de juliol de 1658 - 16 de març de 1674 mort)
- Luc d'Acquin † (11 de juny de 1674 - 17 de març de 1681 nomenat bisbe de Fréjus)
- Louis-Aube de Roquemartine † (25 de maig de 1682 - 19 de setembre de 1713 mort)
- Joseph-Maurel du Chaffaut † (9 de juliol de 1714 - 10 de març de 1717 mort)
- Claude-Ignace-Joseph de Simiane de Gordes † (27 de juny de 1718 - 1743 renuncià)
- Pierre-François-Xavier de Reboul de Lambert † (16 de desembre de 1743 - 13 de març de 1791 mort)
  - Sede vacante (1791-1801)